# Mała Gańczorka
Mała Gańczorka (831 m n.p.m.) – szczyt w Paśmie Baraniej Góry i Skrzycznego w Beskidzie Śląskim. Znajduje się w bocznym grzbiecie, który odgałęzia się od zwornikowej Karolówki i biegnie na południe poprzez Gańczorkę, Małą Gańczorkę i Tyniok na Przełęcz Koniakowską.
Na zachodnich stokach Małej Gańczorki ma swoje źródła rzeka Olza, na wschodnich potok Gańczorki. Góra jest w większości porosnięta lasem, ale na jej stokach i grzbiecie są duże polany, a na polanie znajdującej się na grzbiecie łączącym Małą Gańczorkę z Tyniokiem jest jednodomowe, należące do Kamesznicy osiedle Polenica.
Grzbietem Małe Gańczorki biegnie granica między wsią Istebną (powiat cieszyński) i Kamesznicą (powiat żywiecki), a dawniej biegła dawna granica między księstwami cieszyńskim (na zachodzie) i oświęcimskim (na wschodzie), później między księstwem cieszyńskim a Rzecząpospolitą, następnie między austriackim Śląskiem i Galicją. Z punktu widzenia etnograficznego linia ta oddziela Śląsk Cieszyński (na zachodzie) od Małopolski (Żywiecczyzny) na wschodzie.
Nazwa Małej Gańczorki pochodzi od Gańczorki, tej zaś według lokalnego podania, od garncarza (w miejscowej gwarze: gańczorza), który miał tutaj mieszkać w samotności i tu umrzeć samobójczą śmiercią. Inne podania mówią, że miało to być miejsce tracenia skazańców i grzebania samobójców.

## Szlaki turystyczne
Zachodnimi stokami Małej Gańczorki biegnie niebieski szlak turystyczny:
 odcinek: Koniaków (przystanek PKS pod Koczym Zamkiem) – Tyniok – Przełęcz Koniakowska – Mała Gańczorka – Gańczorka – Karolówka – Schronisko PTTK Przysłop pod Baranią Górą. Odległość 7,3 km, suma podejść 310 m, czas przejścia 2:20 godz., z powrotem 2 godz.